# Gipuzkoa
Gipuzkoa [ɡiˈpus̪̺koa] (spanisch Guipúzcoa) ist eine der drei Provinzen der spanischen Autonomen Region Baskenland. Hauptstadt ist Donostia-San Sebastián. In Gipuzkoa leben 731.182 Einwohner (Stand: 2024), mit 1.979,87 Quadratkilometern ist sie die flächenmäßig kleinste aller 50 Provinzen Spaniens.

## Geographie
Gipuzkoa liegt im Nordosten der Autonomen Region Baskenland an der Küste des Golfes von Biskaya, der die Provinz im Norden begrenzt.
Im Westen grenzt Gipuzkoa an die Provinz Bizkaia, im Süden an Álava, im Osten an Navarra und im äußersten Nordosten an Frankreich. Die Grenze zu Frankreich ist nur zehn Kilometer lang und wird durch den Fluss Bidasoa gebildet.
Die Landschaft ist geprägt durch das Kantabrische Gebirge und die westlichsten Ausläufer der Pyrenäen, die in einer in zahlreiche Täler gegliederten Landschaft nach Nordwesten allmählich zum Meer hin abfallen. Wichtige Flüsse sind neben dem Bidasoa der Urumea, der Oria, der Urola und der Deba. In der gesamten Provinz herrscht maritimes Klima.

## Dolmen in Gipuzkoa

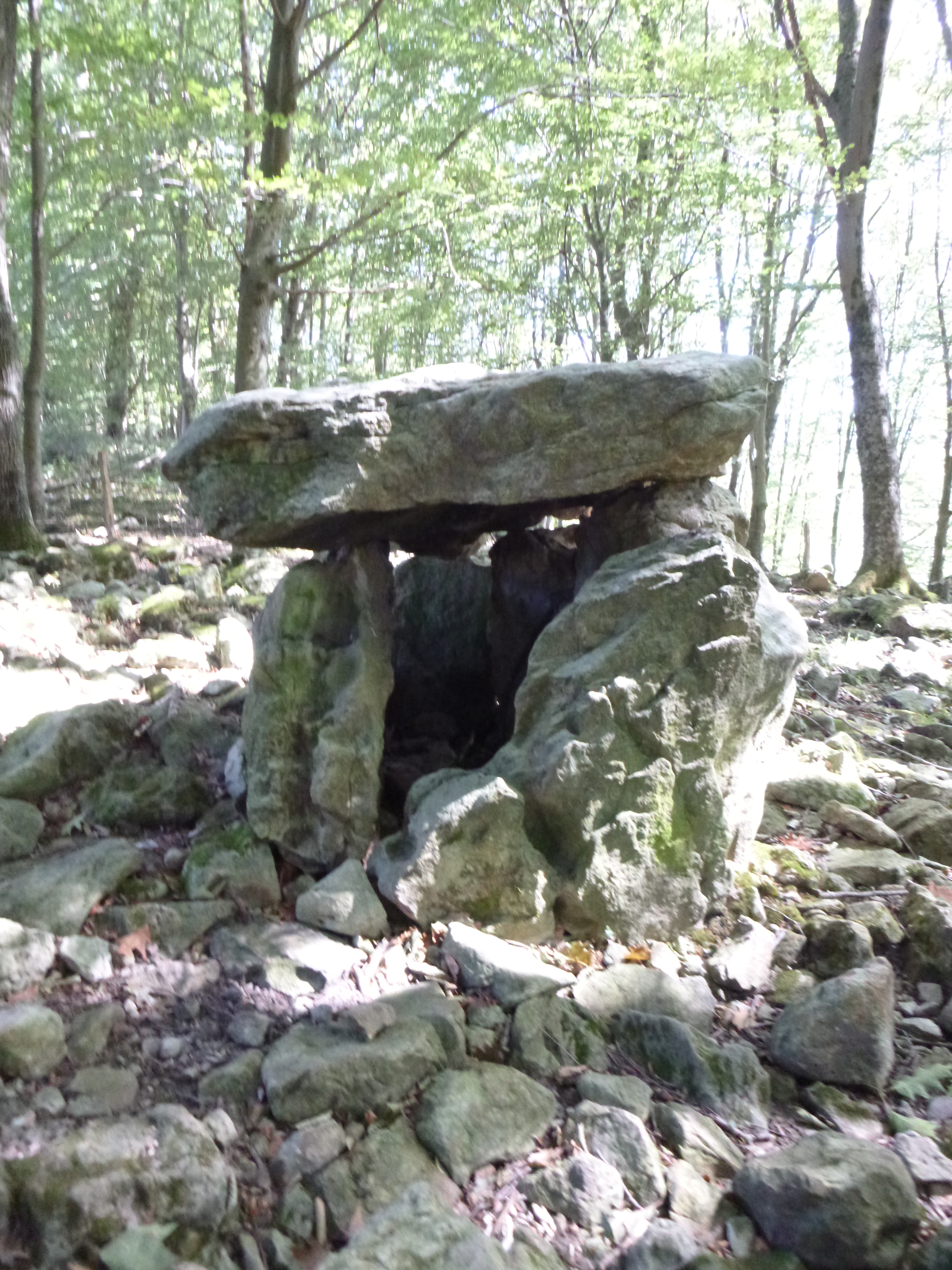
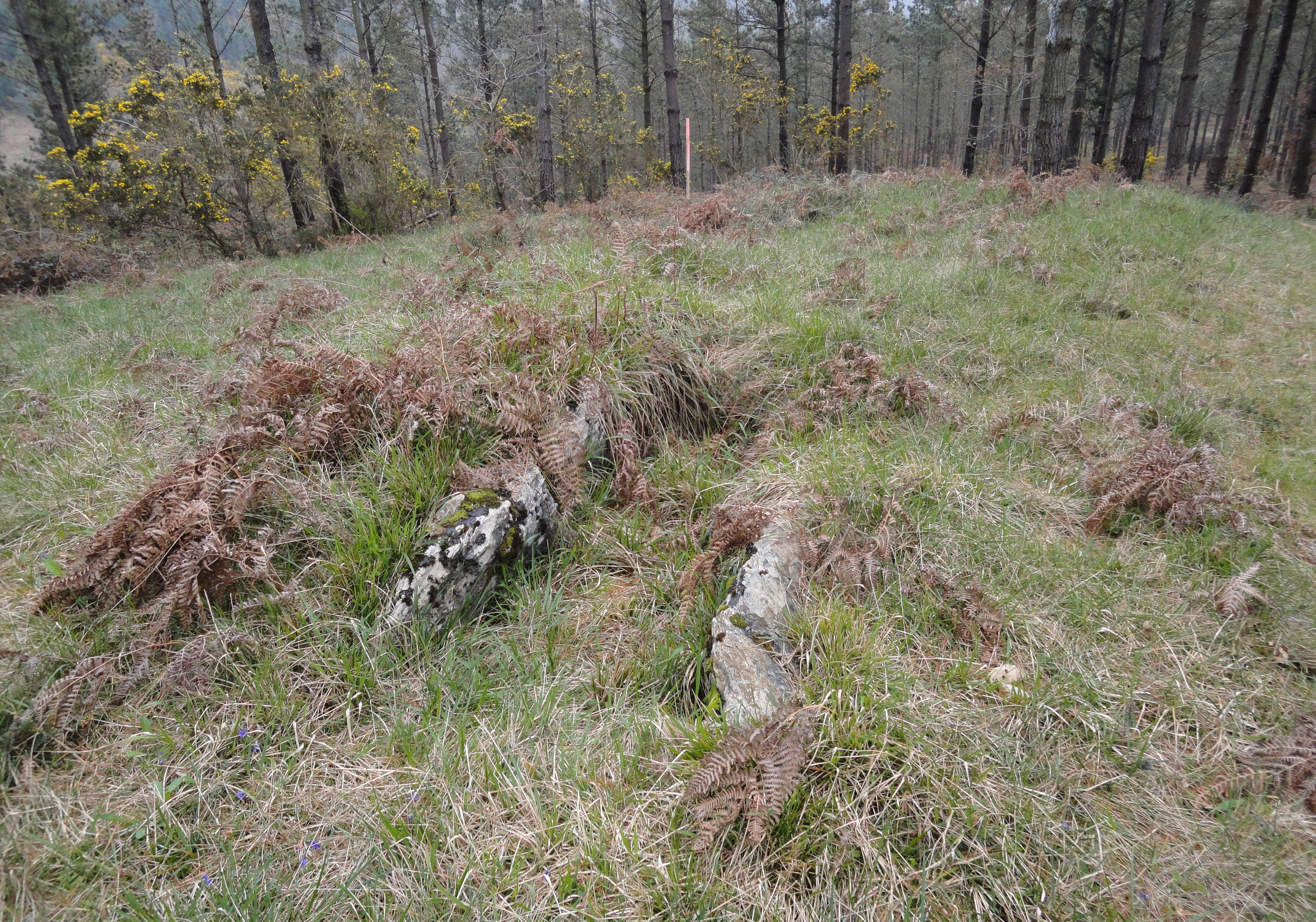
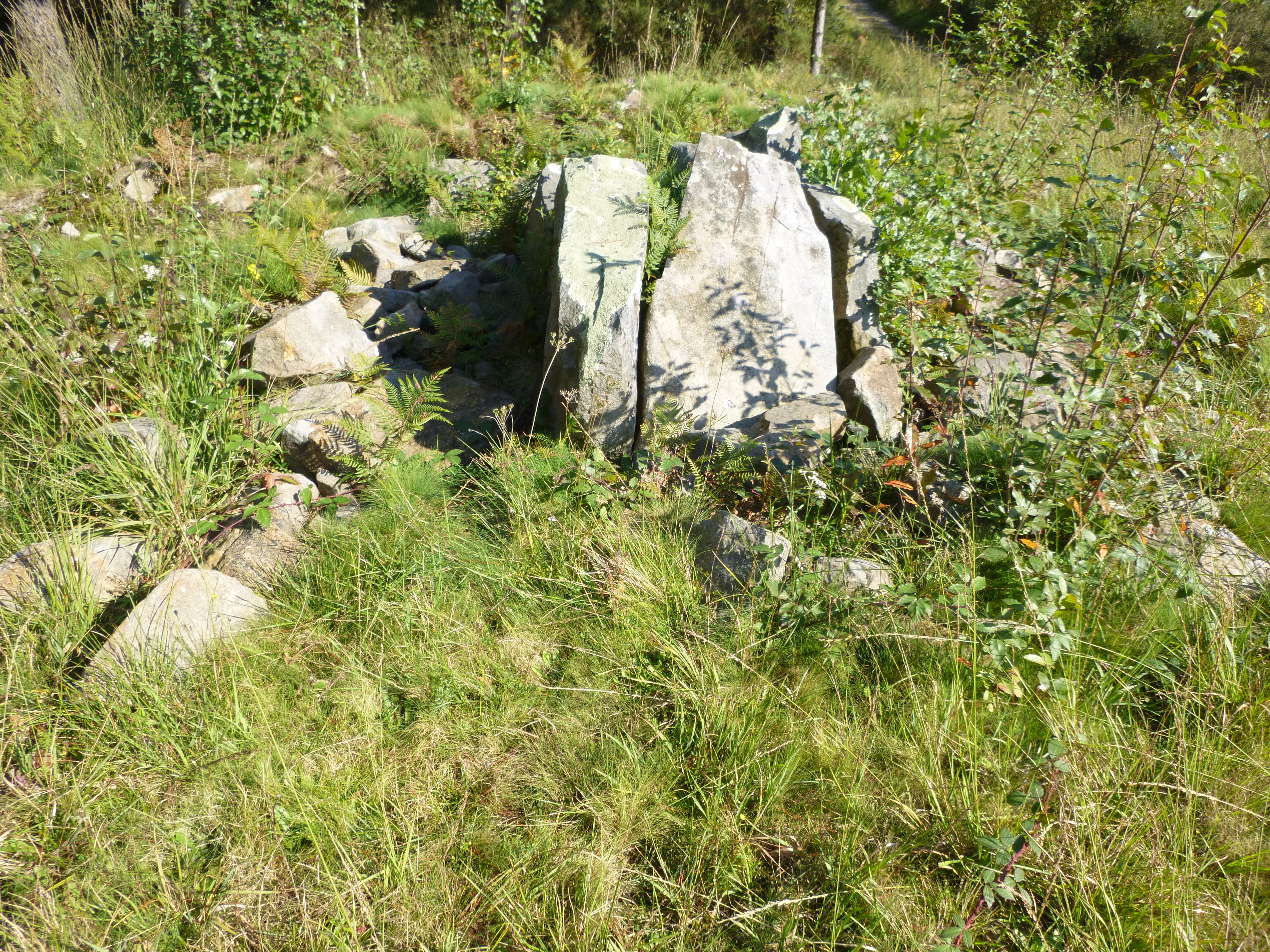

## Gemeinden

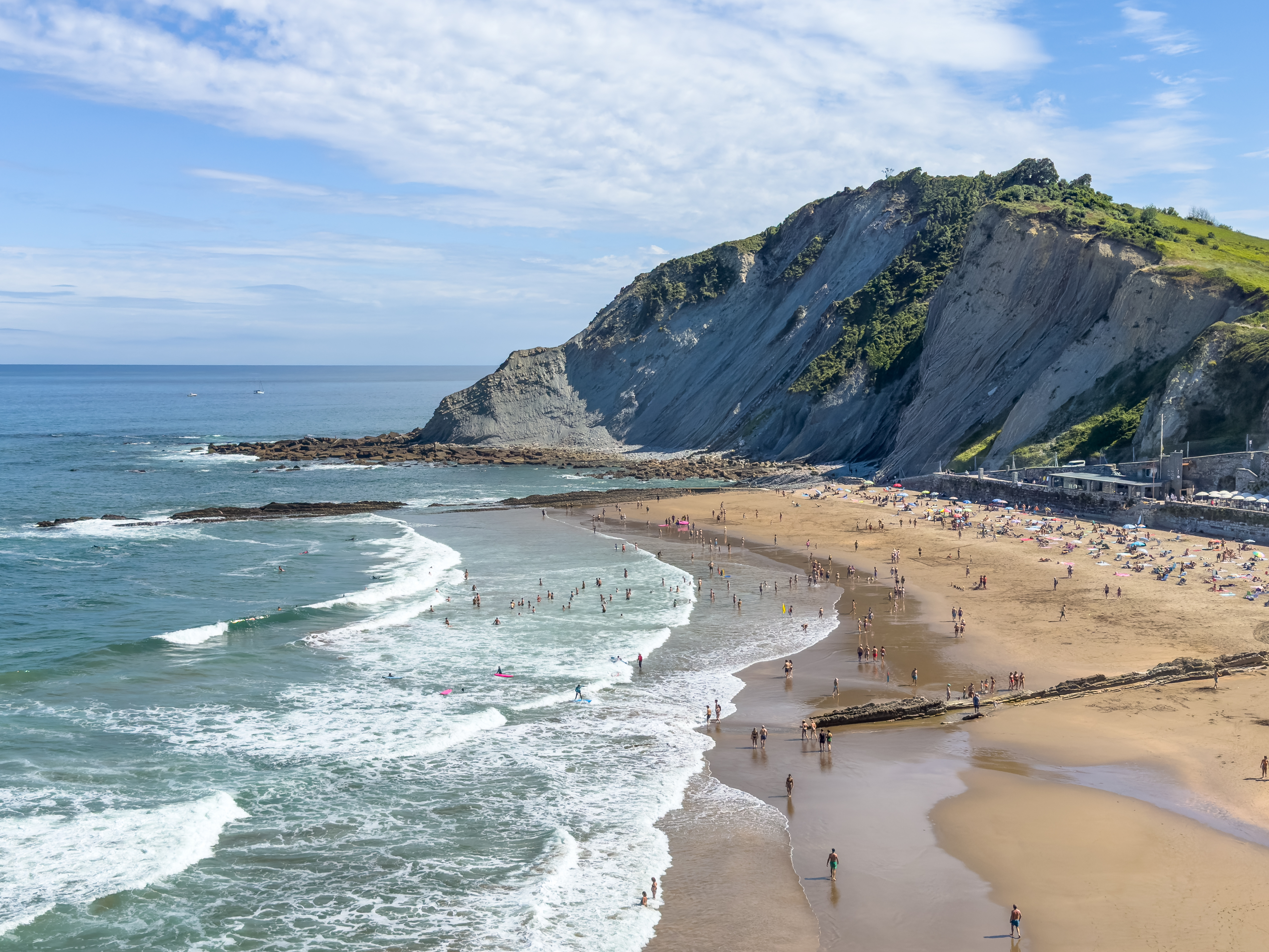
Strand von Itzurun

In der Liste der Gemeinden in der Provinz Gipuzkoa sind alle 88 Gemeinden der Provinz mit ihrer Einwohnerzahl aufgezählt.

### Größte Orte
(Stand: 2024)
| Baskischer Name | Spanischer Name    | Einwohner |
| --------------- | ------------------ | --------- |
| Donostia        | San Sebastián      | 189.093   |
| Irun            | Irún               | 63.656    |
| Errenteria      | Rentería           | 39.352    |
| Eibar           | Éibar              | 27.362    |
| Zarautz         | Zarauz             | 23.370    |
| Arrasate        | Arrasate/Mondragón | 22.123    |
| Hernani         | Hernani            | 20.355    |
| Tolosa          | Tolosa             | 20.109    |
| Lasarte-Oria    | Lasarte-Oria       | 19.312    |
| Hondarribia     | Fuenterrabía       | 16.929    |
| Pasaia          | Pasajes            | 16.009    |
| Azpeitia        | Azpeitia           | 15.208    |
| Andoain         | Andoáin            | 14.563    |
| Bergara         | Vergara            | 14.471    |
| Beasain         | Beasáin            | 13.961    |
| Azkoitia        | Azcoitia           | 11.697    |
| Elgoibar        | Elgóibar           | 11.585    |
| Oñati           | Oñate              | 11.537    |
| Ordizia         | Ordicia            | 10.699    |
| Oiartzun        | Oyarzun            | 10.378    |
| Zumaia          | Zumaya             | 10.251    |

Kleinste Gemeinde ist Orexa mit 108 Einwohnern.

## Verwaltungsgliederung

### Comarcas

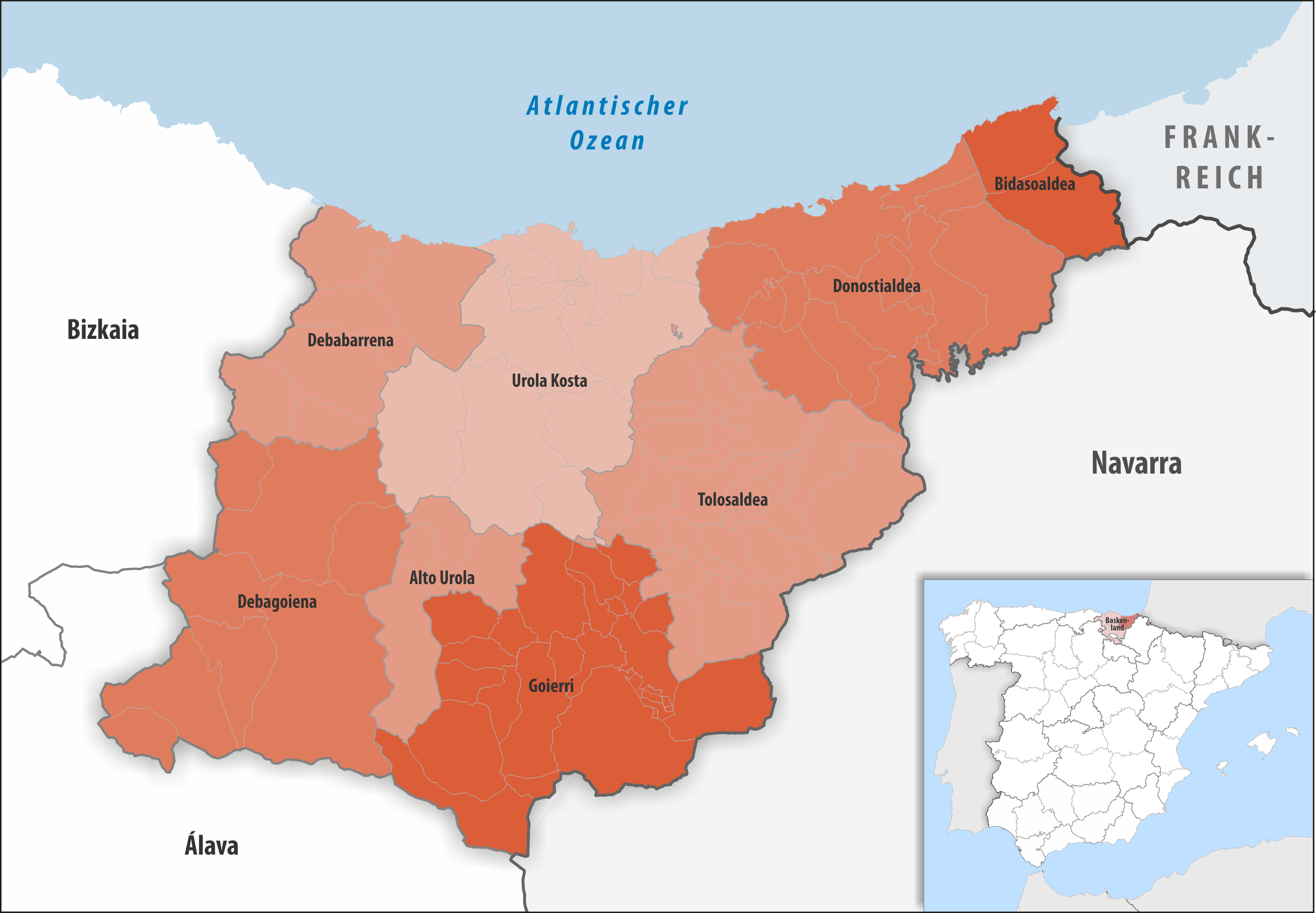
Comarcas in der Provinz Gipuzkoa

| Comarca          | Gemeinden | Einwohner (2024) | Fläche km² | Dichte Einw./km² | Hauptort               |
| ---------------- | --------- | ---------------- | ---------- | ---------------- | ---------------------- |
| Alto Urola       | 4         | 25.430           | 89,19      | 285              | Zumarraga              |
| Bidasoaldea      | 2         | 80.585           | 71,03      | 1.135            | Irun                   |
| Debabarrena      | 6         | 55.441           | 181,51     | 305              | Eibar                  |
| Debagoiena       | 8         | 62.975           | 342,84     | 184              | Arrasate               |
| Donostialdea     | 11        | 335.526          | 305,51     | 1.098            | Donostia-San Sebastián |
| Goierri          | 18        | 45.289           | 341,86     | 132              | Beasain                |
| Tolosaldea       | 28        | 48.853           | 323,24     | 151              | Tolosa                 |
| Urola Kosta      | 11        | 77.083           | 324,69     | 237              | Zarautz                |
| Provinz Gipuzkoa | 88        | 731.182          | 1.979,87   | 369              | Donostia-San Sebastián |

### Gerichtsbezirke

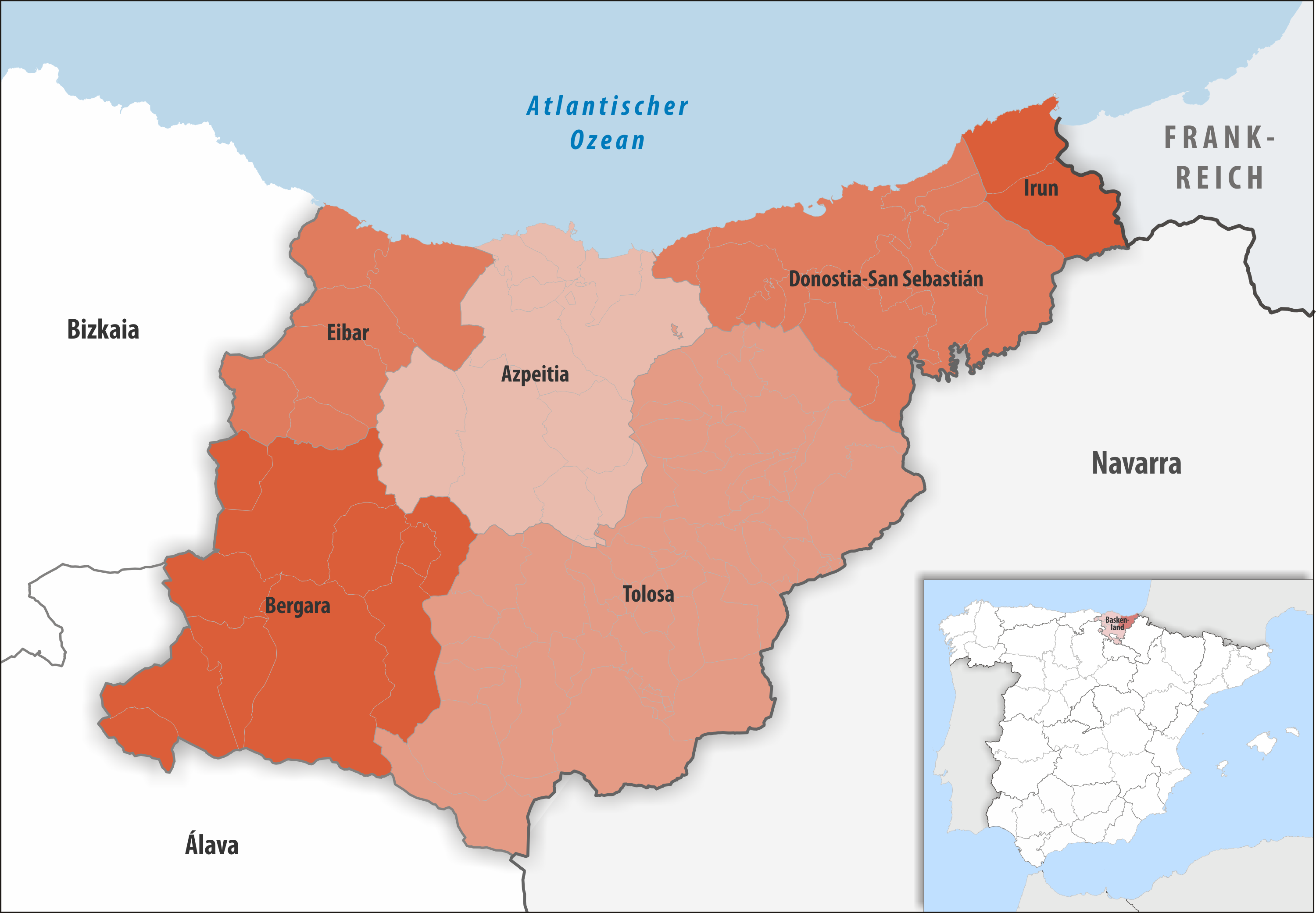
Gerichtsbezirke in der Provinz Gipuzkoa

| Gerichtsbezirk         | Gemeinden | Einwohner (2024) | Fläche km² | Dichte Einw./km² | Hauptquartier          |
| ---------------------- | --------- | ---------------- | ---------- | ---------------- | ---------------------- |
| Azpeitia               | 11        | 71.433           | 328,25     | 218              | Azpeitia               |
| Bergara                | 11        | 87.817           | 410,81     | 214              | Bergara                |
| Donostia-San Sebastián | 11        | 327.145          | 288,15     | 1.135            | Donostia-San Sebastián |
| Eibar                  | 6         | 55.441           | 181,51     | 305              | Eibar                  |
| Irun                   | 2         | 80.585           | 71,03      | 1.135            | Irun                   |
| Tolosa                 | 47        | 108.761          | 700,12     | 155              | Tolosa                 |
| Provinz Gipuzkoa       | 88        | 731.182          | 1.979,87   | 369              | Donostia-San Sebastián |